# Innuendo
Innuendo (angleško Zbadanje ali Namigovanje) je album britanske rock skupine Queen, ki je bil izdan leta 1991. Bil je njihov štirinajsti studijski album in zadnji, ki je bil izdan, dokler je bil glavni pevec Freddie Mercury še živ. Album je doživel številne pozitivne kritike in pohvale, med oboževalci pa je znan kot eden najboljših albumov poznejšega obdobja skupine. Na glasbenih lestvicah Združenega kraljestva je dosegel 1. mesto (2 tedna), prav tako na Nizozemskem (4 tedni), v Švici (8 tednov), v Nemčiji (6 tednov) in Italiji. Na lestvicah ZDA je obvisel na tridesetem mestu. Bil je tudi prvi po albumu The Works (1984), ki je v ZDA dosegel zlato naklado.
Album je bil posnet v času Mercuryjeve zadnje bitke z AIDS-om. Veliko pesmi na plošči nas opominja na njegovo neizbežno smrt. Skladbe z morbidno vsebino so napete in težke za poslušanje (»Innuendo«, »Headlong«), žalostne in temačne (»The Show Must Go On« in »Don't Try So Hard«), velikokrat pa tudi oboje (»Bijou«).
Singl »Innuendo« je bil izdan januarja 1991, album pa naslednji mesec. V večini držav, kjer se je prodajal, se je zavihtel med prvih deset na glasbenih lestvicah.
Naslovnico albuma je izdelal Richard Gray skupaj s člani skupine Queen. Knjižice in naslovnice singlov je izdelal ali pa jih je le navdihnil Grandville.

## Seznam pesmi
1. »Innuendo« (Mercury, Taylor)
2. »I'm Going Slightly Mad« (Mercury)
3. »Headlong« (May)
4. »I Can't Live with You« (May)
5. »Don't Try So Hard« (Mercury)
6. »Ride the Wild Wind« (Taylor)
7. »All God's People« (Mercury, Mike Moran)
8. »These Are the Days of Our Lives« (Taylor)
9. »Delilah« (Mercury)
10. »The Hitman« (Mercury)
11. »Bijou« (Mercury, May)
12. »The Show Must Go On« (May/Deacon/Taylor)